# Vera da pozzo

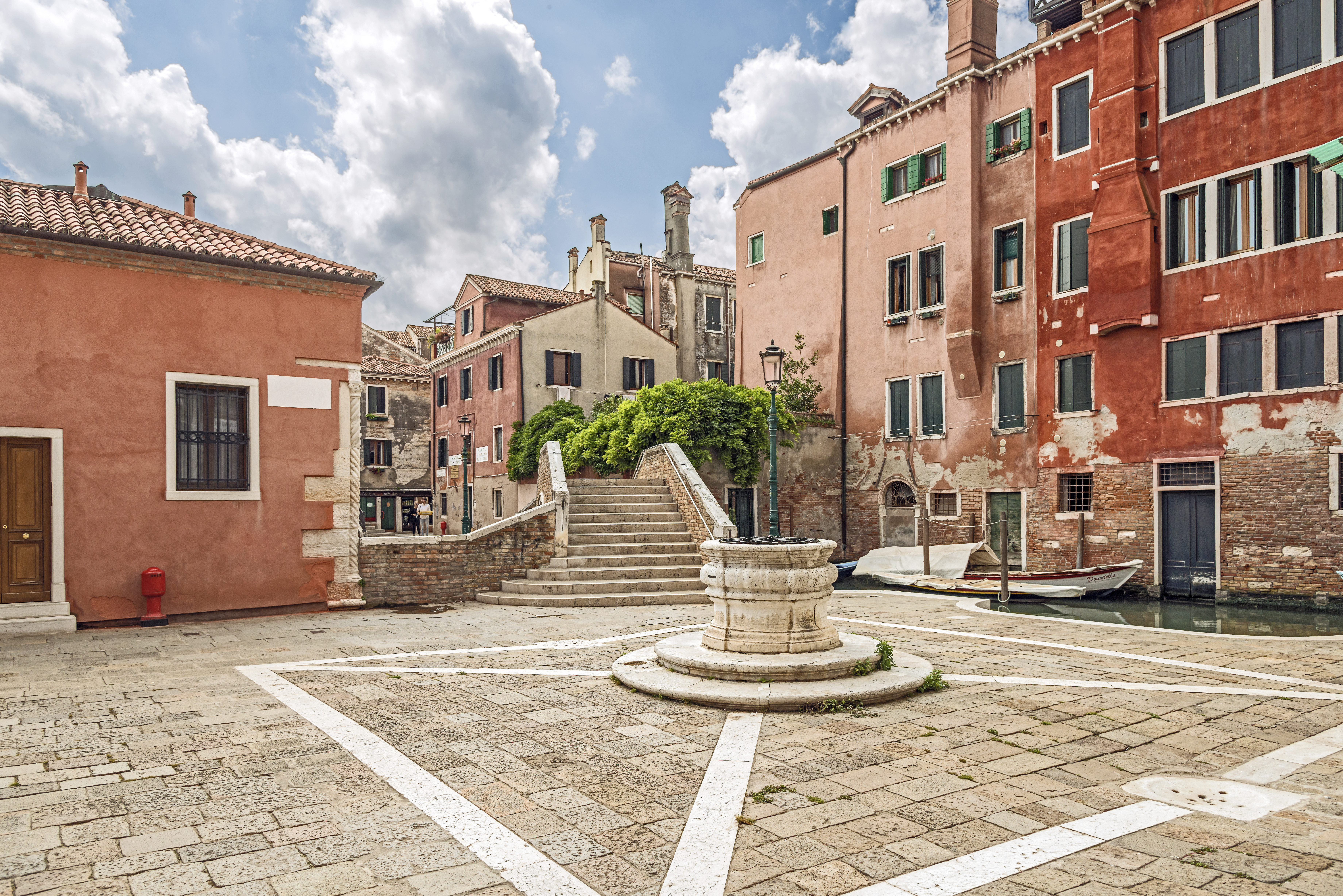
Brunnskar på Campo San Boldo

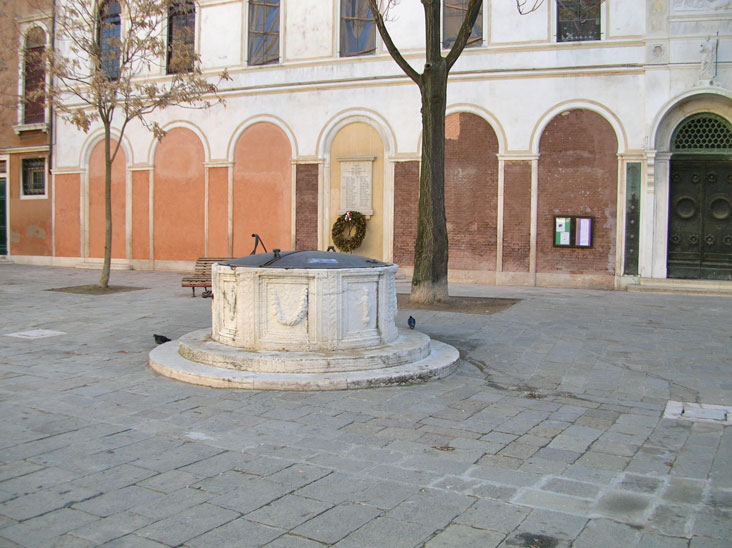
Vera da pozzo på Campo San Vio, Dorsoduro

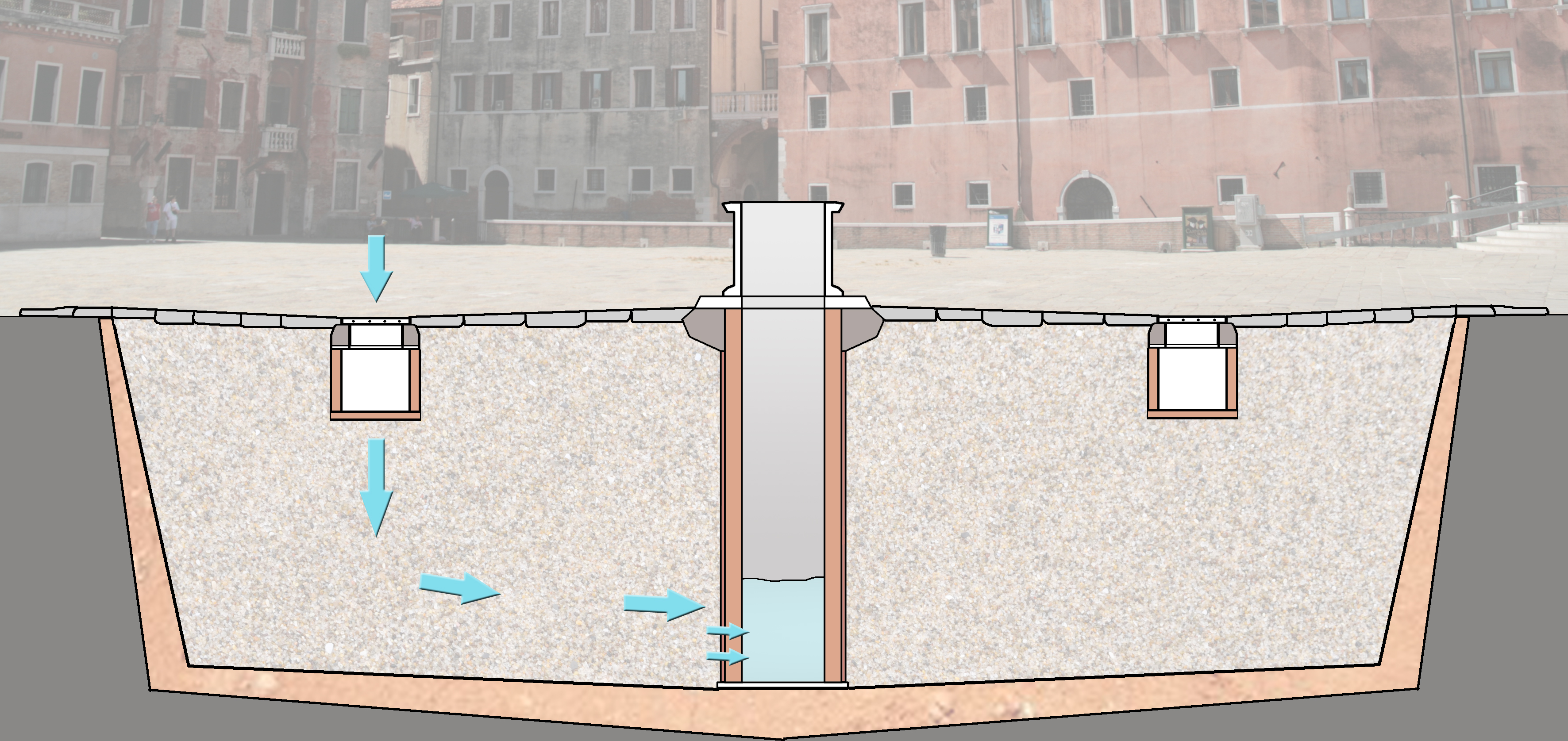
Skiss över en vera da pozzo

Vera da pozzo (pluralis vere da pozzo, "venetiansk brunn") är en benämning på de anläggningskonstruktioner för att samla regnvatten, som är specifika för staden Venedigs sötvattensförsörjning. De de består av grävda cisterner fyllda med sand och med en brunnskonstruktion för att åter få upp det renade vattnet. Brunnsöverbyggnaderna är ofta av högt konstnärligt värde. 

## Historik
Sötvattenförsörjning har alltid varit ett problem i Venedig och på omgivande öar. Vere da pozzo var tidigare en väsentlig del av försörjningssystem för hushållsvatten i Venedig, fram till dess de första akvedukterna byggdes mot slutet av 1800-talet. År 1858 fanns det enligt Ufficio Tecnico Comunale 8 000 privata och allmänna vattenbrunnar på öarna i Venedig-lagunen. Idag finns det 232 brunnar tillgängliga för allmänt bruk i de sex stadsdelarna i själva Venedig. Av dessa är 187 av brunnsöverbyggnaderna gjorda i istriasten (en tät kalksten) eller i veronamarmor.
Redan under medeltiden byggdes underjordiska cisterner. Venedigs styresmän påbjöd 1322 byggandet av femtio brunnar. Å 1424 byggdes ytterligare 30 brunnar. Med tanke på de särskilda hydrogeologiska förhållandena i lagunen, började medborgarna redan under medeltiden bygga underjordiska cisterner. År 1322 påbjöds byggandet av femtio brunnar. År 1424 byggdes ytterligare trettio brunnar. På sjuttonhundratalet fanns det 157 offentliga brunnar, utöver många tusentals privata brunnar. År 1858 uppskattade Venedig kommunala tekniska kontor att det i staden fanns nästan 7 000 brunnar.

## Konstruktion
En vera da pozzo skiljer sig från vanliga artesiska brunnar. De hydrogeologiska förhållandena i Venediglagunen är inte gynnsamma för att borra sig ner till en underjordisk källa, utan vattenförsörjningen har därför byggt på insamling av regnvatten och att filtrera det i den leriga alv, som marken består av.
Det är komplicerat att anlägga en vera da pozzo. Utgångspunkten är en tillräckligt stor insamlingsyta, vilken grävs upp till ett djup av uppemot sex meter, varefter gropen täcks av ogenomtränglig lera. Gropen fylls igen med lager av filtrerande flodsand av olika finhet. 
Byggandet av en vera da pozzo var kostsamt med hänsyn till den komplexa konstruktionen, tekniska svårigheter att arbeta sig ned under lagunens vattenyta för att få tillräckliga volymer och den mängd av dittransporterat material som behövdes för att fylla gropen. Av detta skäl gav en donation av en brunn från rika medborgare stor prestige. Många har donerats och försetts med inskriptioner och reliefer som förevigar den donerande familjen.

## Bildgalleri

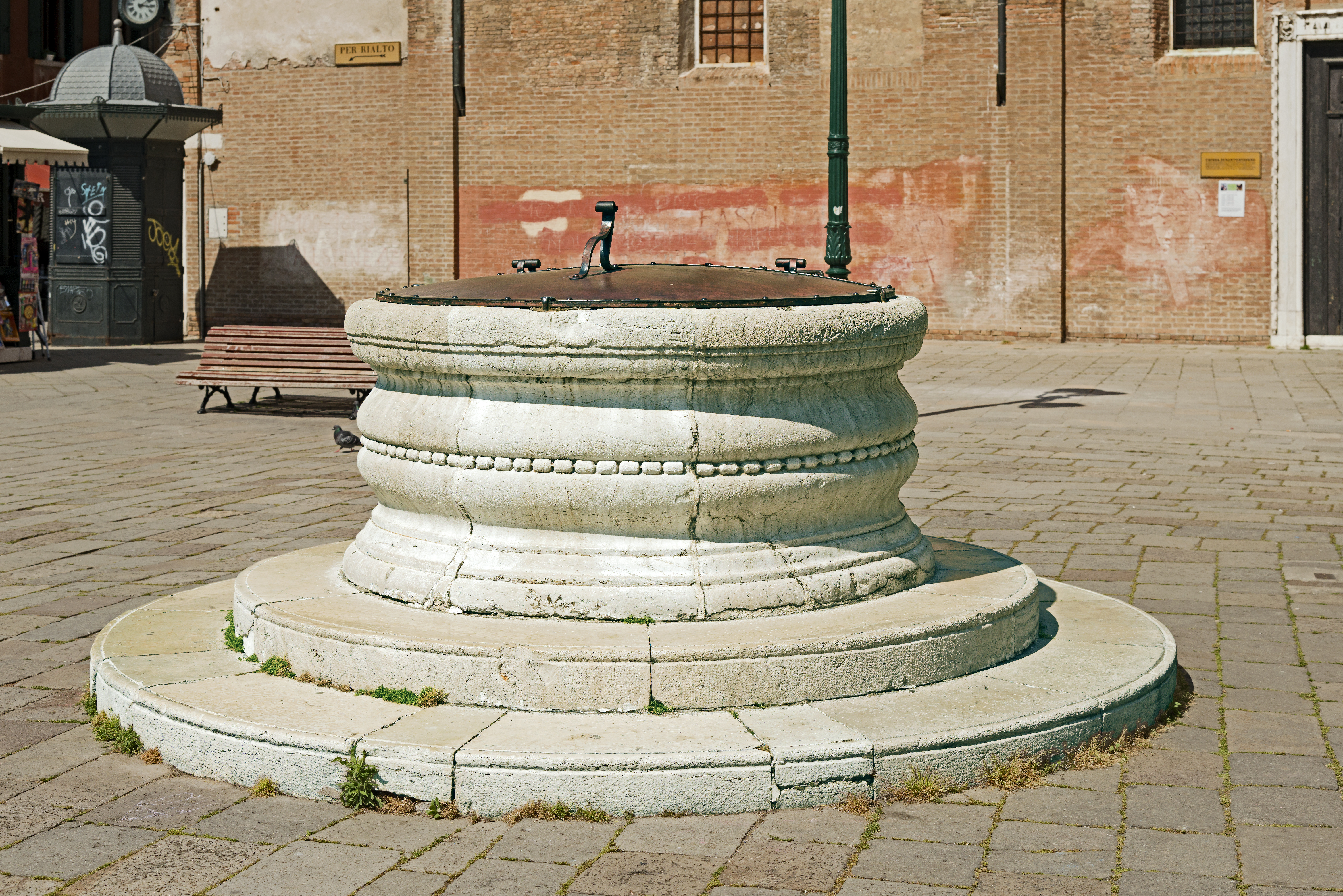
Campo San Stefano
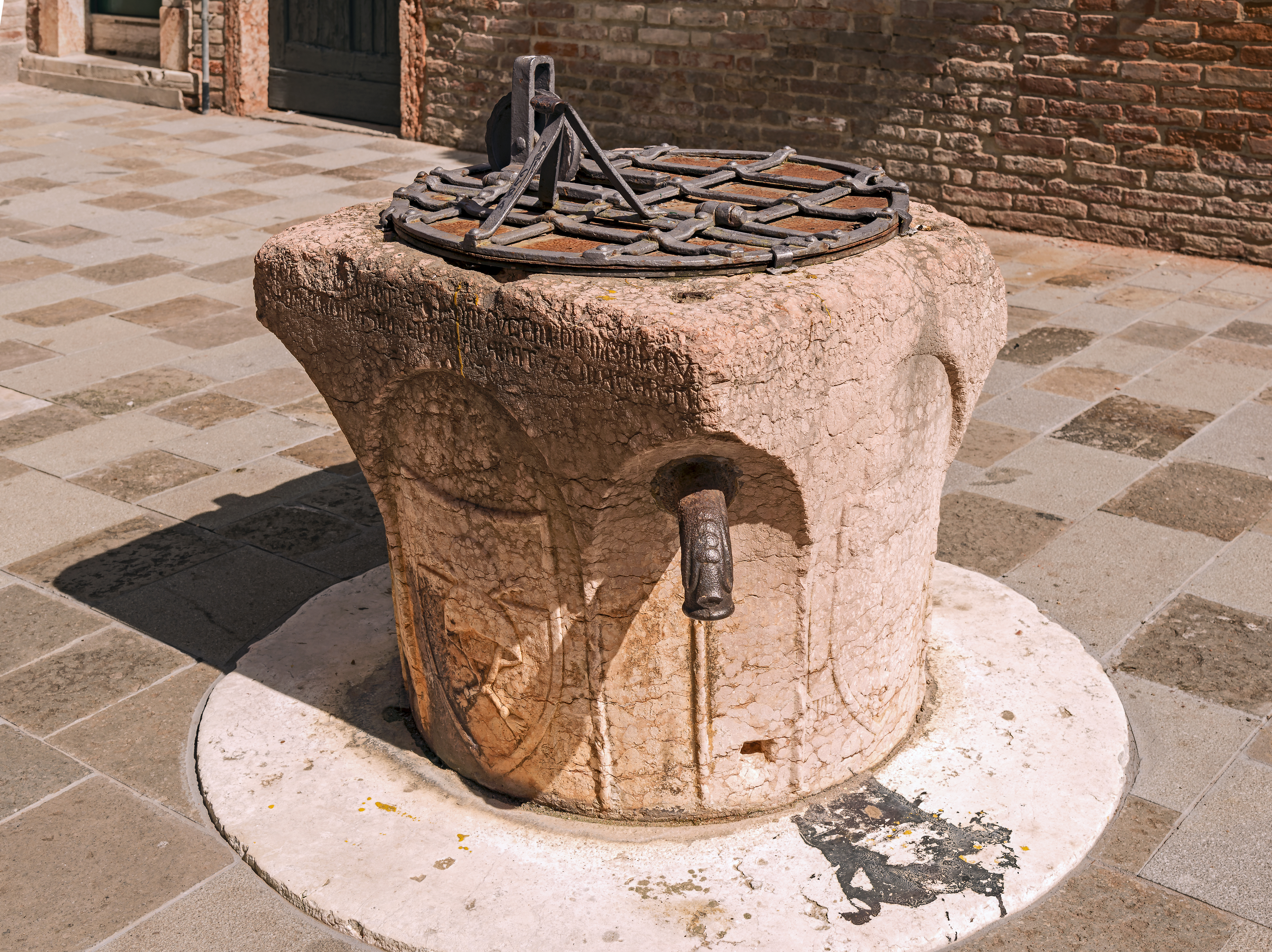
Corte del Basego i veronamarmor.
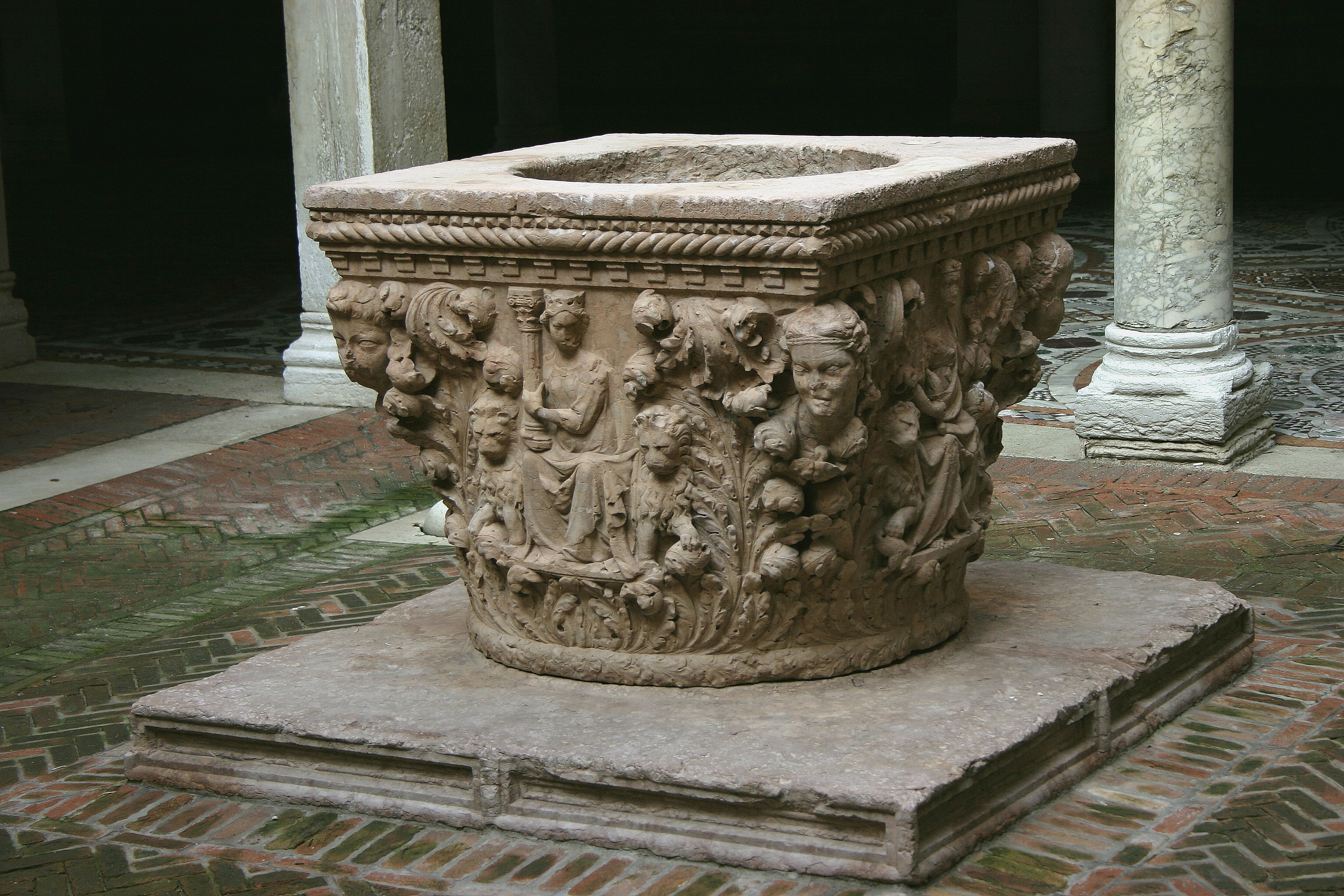
Gården till Ca' d'Oro
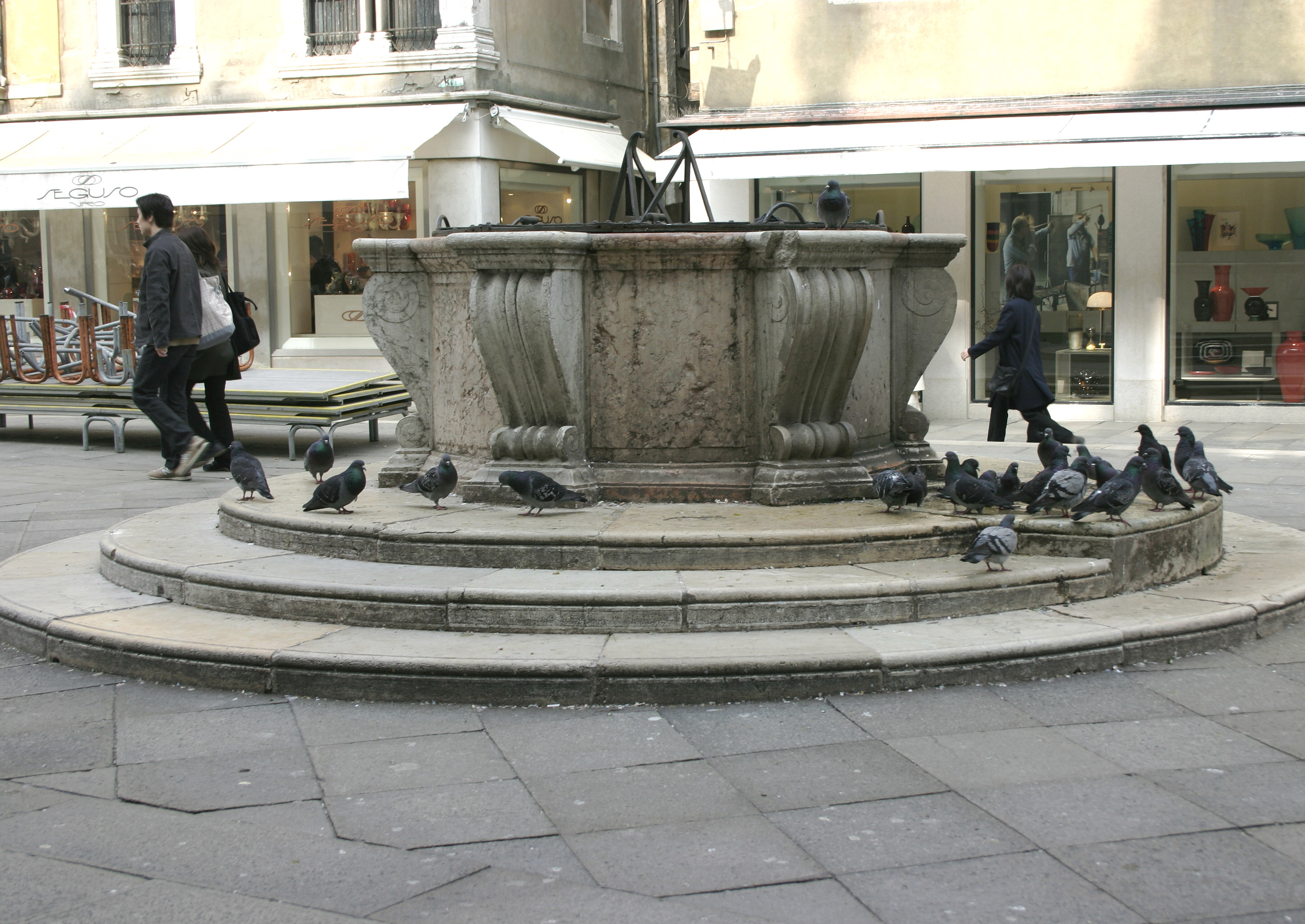
Piazzetta dei Leoncini
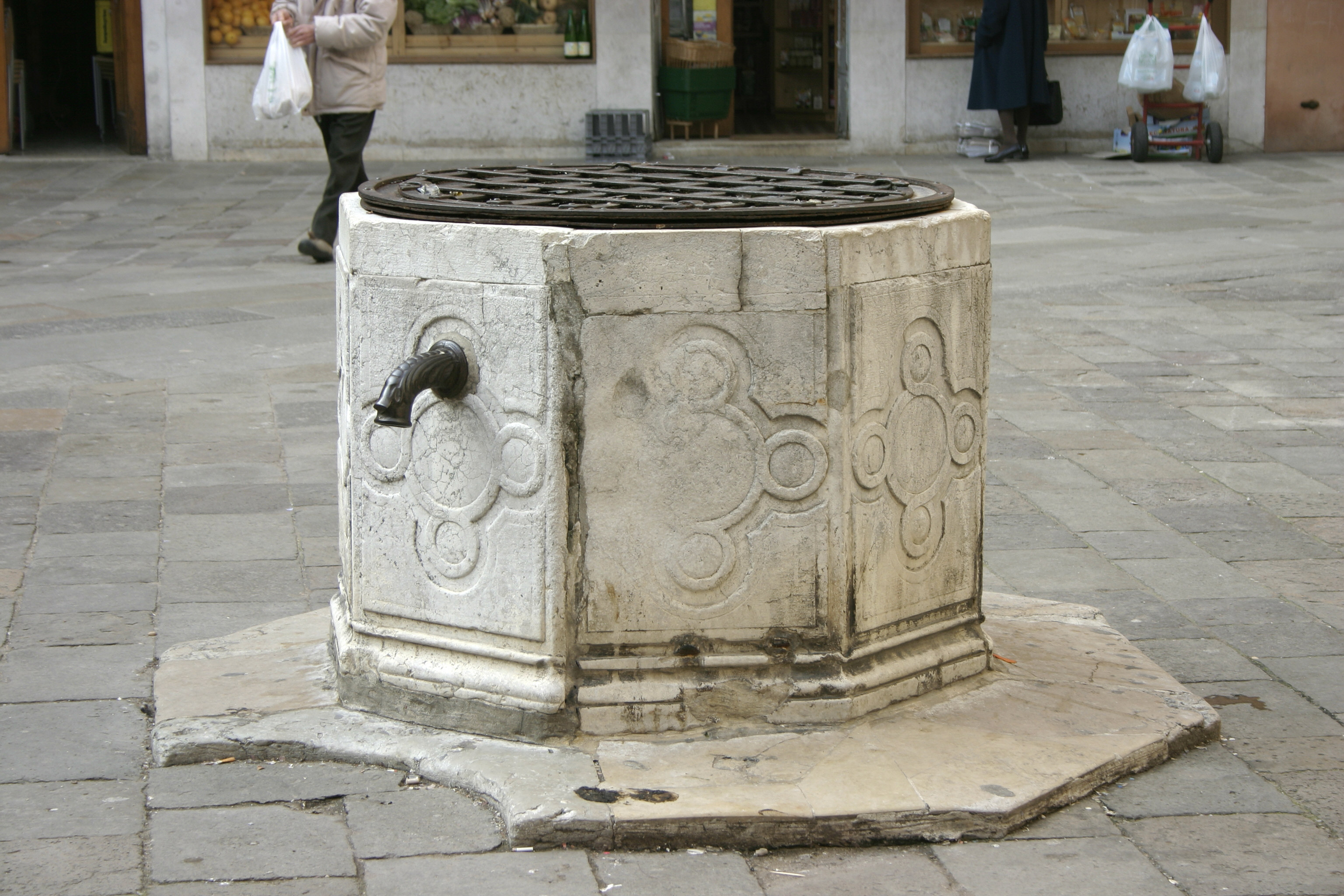
Campo delle Beccarie